# 보편적 다윈주의
보편적 다윈이론(Universal Darwinism)이란 다윈주의 이론을 지구상의 생물학적 진화의 원래 영역을 넘어 확장하는 다양한 접근 방식을 나타낸다. 찰스 다윈이 제안한 변이, 선택, 유전 메커니즘을 공식화하여 심리학, 언어학, 경제학, 문화, 의학, 컴퓨터, 과학, 물리학을 포함한 다양한 다른 영역에서 진화를 설명하는데 적용할 수 있도록 하는 것을 목표로 한다.

## 기본 메커니즘
가장 근본적인 수준에서 찰스 다윈의 진화론은 유기체가 반복적인 과정을 통해 진화하고 환경에 적응한다고 말한다. 이 프로세스는 가능한 형태의 공간에서 가장 잘 적응된 형태를 검색하는 진화 알고리즘으로 생각할 수 있다. 이 프로세스에는 세 가지 구성 요소가 있다.
- 주어진 양식이나 템플릿의 변형. 이것은 일반적으로(반드시 그런 것은 아니지만) 블라인드 또는 무작위로 간주되며 일반적으로 돌연변이 또는 재조합에 의해 발생한다.
- 가장 적합한 변종, 즉 주어진 환경에서 생존 하고 번식하는 데 가장 적합한 변종을 선택한다. 적합하지 않은 변형은 제거된다.
- 유전 또는 보존, 적합 변이의 특징이 유지되고 자손에서와 같이 전달됨을 의미한다.

적합한 변형이 유지된 후 직접 또는 자손에서 변형을 다시 겪을 수 있으며 새로운 반복을 시작할 수 있다. 전반적인 메커니즘은 시행착오 또는 생성 및 테스트의 문제 해결 절차와 유사하다. 진화는 새로운 시도를 생성하고 방법을 테스트함으로써 생존 및 번식 방법의 문제에 대한 최상의 솔루션을 찾는 것으로 볼 수 있다.
보편적인 다윈주의에서 만들어진 일반화는 유기체를 인식 가능한 패턴, 현상 또는 시스템으로 대체하는 것이다. 첫 번째 요구 사항은 패턴이 즉시 사라지지 않을 만큼 충분히 생존(유지, 유지)하거나 충분히 자주 재현(복제, 복사)할 수 있어야 한다는 것이다. 이것은 유전 요소이다. 패턴의 정보는 유지되거나 전달되어야 한다. 두 번째 요구 사항은 생존 및 번식 중에 변이(패턴의 작은 변화)가 발생할 수 있다는 것이다. 최종 요구 사항은 특정 변이체가 다른 변종보다 더 잘 생존하거나 번식하는 경향이 있도록 선택적 선호도가 있다는 것이다. 이러한 조건이 충족되면 자연 선택의 논리에 따라 패턴이 더 적응된 형태로 진화할 것이다.
변이와 선택, 따라서 적응을 겪는다고 가정된 패턴의 예는 유전자, 아이디어, 밈, 이론, 기술, 뉴런 및 이들의 연결, 단어, 컴퓨터 프로그램, 회사, 항체, 제도, 법률 및 사법 시스템, 양자 상태 및 전체 우주 등이 있다.

## 역사와 발전
개념적으로는 "문화적, 사회적, 경제적 현상에 대한 진화론적 이론화"가 다윈보다 앞서 있었지만 여전히 자연선택의 개념이 결여되어 있었다. 다윈 자신은 허버트 스펜서, 베블런, 볼드윈, 윌리엄 제임스와 같은 이후의 19세기 사상가들과 함께 언어, 심리학, 사회 및 문화와 같은 다른 영역에 선택 개념을 신속하게 적용했다. 그러나 이 진화론적 전통은 20세기 초에 사회 과학에서 크게 금지되었는데, 부분적으로는 사회 불평등을 정당화하기 위해 다윈주의를 사용하려는 사회 다윈주의의 나쁜 평판 때문이었다.
1950년대부터 Donald T. Campbell은 전통을 되살리고 생물학 외부의 현상에 직접 적용할 수 있는 일반화된 다윈식 알고리즘을 공식화한 최초이자 가장 영향력 있는 작가 중 한 사람이다. 이것에서 그는 자기 조직화와 지능을 선택의 기본 과정으로 보는 William Ross Ashby의 관점에서 영감을 받았다. 그의 목표는 관념과 이론의 변이와 선택에 초점을 맞추어 과학과 다른 형태의 지식의 발전을 설명함으로써 진화적 인식론의 영역에 대한 기초를 마련하는 것이었다. 1990년대에 Campbell의 "blind-variation-and-selective-retention"(BVSR) 메커니즘의 공식화는 그의 제자 Gary Cziko, Mark Bickhard, 및 Francis Heylighen에 의해 "보편 선택 이론" 또는 "보편 선택주의"라는 레이블 아래 다른 영역으로 확장되고 확장되었다.
리처드 도킨스는 1983년에 "보편적 다윈주의(universal Darwinism)"라는 용어를 처음 만들어냈는데, 이는 태양계 외부에 존재하는 모든 가능한 생명체가 지구에서와 마찬가지로 자연 선택에 의해 진화할 것이라는 그의 추측을 설명하기 위한 것이다. 이 추측은 1983년 "다윈주의적 역동성"이라는 제목의 논문에서 생물계와 특정 무생물계의 질서의 진화를 다룬 논문에서도 제시되었다. 그것은 "'생명'이 우주 어디에 존재하든 다윈의 역학이라고 불리는 동일한 역학 법칙에 따라 진화한다고 제안되었다. Henry Plotkin은 1997년 다윈 기계에 관한 책에서 보편적인 다윈주의와 캠벨의 진화론적 인식론 사이의 연결 고리를 만들었다. 수잔 블랙모어(Susan Blackmore)는 1999년 저서 밈 기계(The Meme Machine)에서 '보편적 다윈주의(Universal Darwinism)'라는 제목의 장을 광범위한 과학적 주제에 대한 다윈주의적 과정의 적용 가능성에 대한 논의에 할애했다.
철학자 데닛은 1995년 저서 다윈의 위험한 생각에서 변이, 선택 및 유지를 포함하는 다윈의 과정이라는 개념을 기질 중립적이고 외부의 많은 지식 분야에 적용할 수 있는 일반 알고리즘으로 발전시켰다. 그는 자연 선택의 개념을 어떤 용기에도 담을 수 없는 보편적인 내용으로 설명했는데, 이는 그것이 벽을 통해 스며들어 더 멀리 퍼져 더 많은 영역을 만지고 변형시키기 때문이다. 그는 특히 사회 과학의 밈학 분야에 주목한다.
데닛의 예측과 일치하여 지난 수십 년 동안 다윈주의적 관점은 밈학, 진화 경제학, 진화 심리학, 진화 인류학, 신경 다윈주의, 언어학 및 진화론을 포함한 수많은 연구 학파의 기초로서 사회 과학 전반에 걸쳐 더욱 널리 퍼졌다. 연구자들은 양자 다윈주의, 관찰 선택 효과 및 우주론적 자연 선택 이론을 통해 다윈의 과정이 물리학, 우주론 및 화학의 기초에서 작동한다고 가정했다. 유사한 메커니즘이 유전 알고리즘 및 진화 계산 영역의 컴퓨터 과학에 광범위하게 적용되어 변이 및 선택 과정을 통해 복잡한 문제에 대한 솔루션을 개발한다.
저자 DB Kelley는 보편적인 다윈주의에 대한 가장 포괄적인 접근 방식 중 하나를 공식화했다. 2013년 그의 책 현상의 기원에서 그는 자연 선택 이 다윈 이 보여준 것처럼 생명을 위한 투쟁에서 선호되는 인종의 보존을 포함하는 것이 아니라 생존을 위한 경쟁에서 선호되는 시스템의 보존을 포함한다고 주장한다. 따라서 이러한 모든 안정성과 진화의 이면에 있는 기본 메커니즘은 Kelley가 적자생존이라고 부르는 것이다. 모든 체계는 순환적이기 때문에 반복, 변이, 선택이라는 다윈의 과정은 종들 사이에서 뿐만 아니라 규모가 크든 작든 모든 자연 현상에서 작동한다. 따라서 Kelley는 특히 빅뱅 이후 우주가 고도로 혼돈된 상태에서 자연적으로 선택된 많은 안정적인 현상과 함께 고도로 질서 있는 상태로 진화했다고 주장한다.

## 보편적인 다윈주의 이론의 예
다음 접근 방식은 모두 원래의 생물학 영역을 벗어난 다윈주의 사상의 일반화를 예시하는 것으로 볼 수 있다. 이러한 "다윈적 확장"은 다른 분야(예: 의학 또는 심리학)에서 생물학적(유전적) 진화의 의미를 논의하는지, 또는 유전자가 아닌 다른 개체의 변이 및 선택 과정(예: 컴퓨터 프로그램)을 논의하는지에 따라 두 가지 범주로 그룹화할 수 있다. 회사 또는 아이디어). 그러나 이러한 접근 방식(예: 사회학, 심리학 및 언어학)의 대부분은 진화의 유전적 측면과 비유전적 측면(예: 문화적)은 물론 이들 간의 상호작용을 모두 고려하기 때문에 엄격한 분리가 불가능하다(예: 유전자- 문화 공진화).

### 유전자 기반 다윈 확장
- 진화 심리학은 우리의 감정, 선호도 및 인지 메커니즘이 자연 선택의 산물이라고 가정한다.
  - 진화 교육 심리학은 진화 심리학을 교육에 적용한다
  - 진화 발달 심리학은 진화 심리학을 인지 발달에 적용한다
  - 다윈의 행복은 인간 웰빙을 위한 최적의 조건을 이해하기 위해 진화 심리학을 적용한다
  - 다윈주의 문학 연구는 진화 심리학을 기반으로 서사의 등장인물과 줄거리를 이해하려고 시도한다.
  - 진화 미학은 진화 심리학을 적용하여 특히 풍경과 인체에 대한 우리의 아름다움 감각을 설명한다.
  - 진화 음악학은 음악에 진화 미학을 적용한다.
- 진화 인류학은 인간의 진화를 연구한다
- 사회생물학은 동물과 인간의 사회 시스템이 다윈의 생물학적 진화의 산물이라고 제안한다.
- 인간 행동 생태학은 인간 행동이 변이와 선택을 통해 환경에 어떻게 적응했는지 조사한다.
- 메커니즘의 진화적 인식론은 지식(지각, 인지)을 수집하는 우리의 능력이 어떻게 진화했는지 연구한다.
- 진화의학은 인체와 기생충의 진화를 관찰하여 질병의 기원을 조사한다.
- 구석기 시대의 식단은 가장 건강한 영양이 우리의 수렵-채집인 조상이 수백만 년에 걸쳐 적응해 온 것이라고 제안한다.
- 구석기 생활 방식은 운동, 행동 및 환경 노출을 포함하는 구석기 식단을 일반화한다.
- 분자 진화는 DNA, RNA 및 단백질 수준에서 진화를 연구한다.
- 생물 사회 범죄학은 유전학 및 진화 심리학을 포함한 여러 가지 접근 방식을 사용하여 범죄를 연구한다.
- 진화 언어학은 언어의 진화를 생물학적으로 뿐만 아니라 문화적으로 연구한다[26]

### 다른 다윈의 확장
- 양자 다윈주의는 물리학에서 고전 상태의 출현을 가장 안정적인 양자 속성의 자연 선택으로 본다.
- 우주적 자연 선택은 우주가 재생산되고 "적합성"을 최대화하는 기본 상수를 갖도록 선택된다는 가설을 세운다.
- 복잡한 적응 시스템은 구성 요소의 변형과 선택을 기반으로 부분적으로 복잡한 시스템의 역학을 모델링한다.
- 진화 계산은 적응된 컴퓨터 프로그램의 생성에 대한 다윈의 접근 방식이다.
- 진화 계산의 하위 집합인 유전 알고리즘은 "유전적" 연산자(돌연변이 및 재조합)에 의한 변형을 모델링한다.
- 진화 로봇 공학은 자율 로봇 설계에 다윈 알고리즘을 적용한다.
- 인공 생명체는 소프트웨어 시뮬레이션에서 유기체와 같은 컴퓨터에이전트가 진화할 수 있도록 다윈 알고리즘을 사용한다.
- 진화 예술은 예술 작품을 생산하기 위해 변이와 선택을 사용한다.
- 진화 음악은 음악 작품에 대해서도 마찬가지이다.
- 클론 선택 이론은 면역 체계에서 적응된 항체의 생성을 변이와 선택의 과정으로 본다.
- 신경 다윈주의(Neural Darwinism)는 뉴런과 그 시냅스가 뇌 발달 동안 선택적으로 가지치기를 제안한다고 제안한다.
- 이론의 진화적 인식론은 과학적 이론이 변이와 선택을 통해 발전한다고 가정한다.
- 밈학은 사상, 유행, 전통과 같은 문화적 항목의 변이, 전달 및 선택에 관한 이론이다.
- 이중 상속 이론은 문화 진화를 위한 틀은 대부분 밈과 독립적으로 개발되었다.
- 문화선택론은 밈과 관련된 문화진화론이다.
- 문화유물론은 물리적 세계가 인간의 행동에 영향을 미치고 제약을 가한다고 주장하는 인류학적 접근이다.
- 환경결정론은 인간의 문화를 궁극적으로 결정하는 것은 환경이라고 주장하는 사회과학 이론이다.
- 진화 경제학은 상품, 기술, 제도 및 조직과 같은 경제 현상의 변화와 선택을 연구한다.
- 진화 윤리는 도덕의 기원을 조사하고 다윈의 기초를 사용하여 윤리적 가치를 공식화한다.
- 빅 히스토리는 우주, 지구, 생명, 인류의 역사를 통합하는 과학 기반 서사이다. 학자들은 보편적 다윈주의를 학문 분야에 대한 가능한 통합 주제로 간주한다.

## 서적
- 캠벨, 존. 보편적 다윈주의: 지식의 길.
- 치코, 게리. 기적 없이: 보편적 선택 이론과 제2차 다윈주의적 혁명.
- 호지슨, 제프리 마틴; 크누센, 토르비욘. 다윈의 추측: 사회 및 경제 진화의 일반 원칙에 대한 탐색.
- Kelley, DB 보편적 선택을 통한 모든 것의 기원, 또는 존재 경쟁에서 선호되는 시스템 보존.
- 플롯킨, 헨리. 끝이 없는 진화하는 세계.
- 플롯킨, 헨리. 다윈 기계와 지식의 본질.
- 데넷, 다니엘. 다윈의 위험한 생각.